# Tipula (Vestiplex) sexspinosa
Tipula (Vestiplex) sexspinosa is een tweevleugelige uit de familie langpootmuggen (Tipulidae). De soort komt voor in het Palearctisch gebied.